# Partito Democratico (Serbia)
Il Partito Democratico (Демократска странка, DS) è un partito politico serbo.
Il DS si trova attualmente all'opposizione. È un partito progressista vicino ad istanze liberali sociali, membro presso l'Internazionale Socialista, l'Alleanza Progressista e il PSE.

## La storia

### Dal 1919 al 1989
Il DS venne fondato nel 1919 dopo la formazione del Regno dei Serbi, Croati e Sloveni. Il DS nacque dalla fusione del Partito Radicale Indipendente e alcuni partiti croati e sloveni. Primo presidente fu Ljubomir Davidović. Dopo la morte di questi, nel 1940, venne eletto Milan Grol. Il PD divenne il primo partito alle elezioni del 1920 e fino al 1929 prese parte a vari governi. Nel 1929, Alessandro I di Jugoslavia cambiò il nome del paese in Regno di Jugoslavia ed assunse i pieni poteri, abolendo la costituzione. Si passò, così, da una monarchia costituzionale ad una monarchia assoluta. Il DS rimase, in tal modo, all'opposizione fino alla seconda guerra mondiale, durante la quale, tra il 1941 ed il 1945, la Jugoslavia cadde sotto l'occupazione nazista e fascista. Molti esponenti del DS esiliarono in Gran Bretagna, altri parteciparono alla lotta di liberazione. Alla fine della guerra, dopo le elezioni politiche e la presa del potere del Partito Comunista di Jugoslavia, guidato da Josip Broz Tito, il DS venne bandito dalla vita politica del paese. Molti militanti e responsabili del partito vennero arrestati ed incarcerati.

### Dal 1989 ad oggi
Il DS venne rifondato nel 1989, alla fine del regime comunista, e venne eletto presidente Dragoljub Mićunović. Alle prime elezioni democratiche del 1990, DS ottenne 7 deputati. Nel 1994 il partito elesse proprio presidente Zoran Đinđić. Đinđić, nel 1997, venne eletto sindaco di Belgrado. Nel 2000 DS partecipò attivamente alle proteste di piazza, che portarono alle dimissioni del Presidente della Repubblica, Slobodan Milošević del Partito Socialista di Serbia.
Alle politiche dello stesso anno, il DS si presentò all'interno della coalizione Opposizione Democratica di Serbia. L'ODS raccoglieva ben 18 partiti, tra cui: Partito Democratico di Serbia di Vojislav Koštunica, Alleanza Civica di Serbia, Partito Democratico Cristiano di Serbia, Nuova Serbia, Unione Socialdemocratica.
L'ODS ottenne la maggioranza parlamentare (64,7% dei voti). Zoran Đinđić, leader del DS, venne eletto primo ministro. Vojislav Koštunica, nel settembre dello stesso anno, venne eletto Presidente della Serbia. L'ODS governò, però, solo fino al 2003 a causa delle divisioni all'interno della coalizione, dovute alla volontà del Partito Democratico di Serbia di agire autonomamente.
Nel marzo 2003, Zoran Đinđić, leader del DS e primo ministro, venne assassinato. Milorad Ulemek, accusato dell'omicidio, venne condannato a quarant'anni di carcere. Nelle operazioni per ricercare i colpevoli il governo venne accusato, dall'opposizione e da Amnesty International, di aver violato i diritti umani.
Il nuovo primo ministro Zoran Živković portò il paese alle elezioni politiche. Nelle proprie liste, il DS accolse i candidati di alcuni partiti minori che avevano fatto parte della OSD: Alleanza Civica di Serbia, Centro Democratico, Unione Socialdemocratica, Partito Bosniaco di Sandžak, Partito Social Liberale di Sandžak.
La coalizione del DS ottenne il 12,7% ed elesse 38 deputati, di cui 23 andarono al DS. Il DS non entrò a far parte del nuovo governo composto dal Partito Democratico di Serbia, dal Movimento Rinnovamento Serbo - Nuova Serbia e da G17 Plus. Boris Tadić, nello stesso anno venne eletto nuovo leader del partito Boris Tadić. Tadić si presentò alle elezioni presidenziali del 2004 e venne eletto Presidente di Serbia al secondo turno, con il 53,7% dei voti.
Nel 2004, il Centro Democratico confluì nel DS. Nel 2005, il DS subì la scissione ad opera di Čedomir Jovanović, che diede vita al Partito Liberal-Democratico (LDP).
Alle elezioni parlamentari del 2007, il Partito Democratico incrementò i propri voti, passando dal 12,6 al 22,9%. I democratici passarono, così, da 23 a 60 deputati, superando in tal modo gli alleati-rivali del Partito Democratico di Serbia. Il Partito Radicale Serbo, nazionalista, rimase il primo partito, ma perse un seggio. Il dato dei democratici risultò ancora più rilevante perché la Coalizione filo-europea di partiti di centro-sinistra, (LDP, GSS, LSV, SDU) superò il 5% dei voti, ottenendo 15 seggi.
Alle elezioni presidenziali del 2008 il leader del DS Tadić si ripresentò alle presidenziali vincendo al secondo turno col 50,7%. Alle elezioni politiche anticipate del 2008, DS si presentò insieme ai liberal-conservatori di G17 Plus, al Movimento Rinnovamento Serbo e altri socialdemocratici nella lista Per una Serbia Europea. La lista unitaria ottenne il 38,4% dei voti, permettendo ai democratici di incrementare i propri seggi a 64. DS ha formato il nuovo governo, che è sostenuto anche da: G17+, Partito Socialista di Serbia, pensionati (PUPS), Lega dei Socialdemocratici di Voivodina, Movimento del Rinnovamento Serbo, Serbia Unitaria, Insieme per Kragujevac.
Alle elezioni parlamentari del 2012 DS si presentò insieme al Partito Socialdemocratico di Serbia, alla Lega dei Socialdemocratici di Voivodina e al Partito Democratico Cristiano di Serbia. La coalizione arrivò seconda, dietro al Partito Progressista Serbo, ottenendo il 22,07% e 67 seggi di cui 49 al DS. Però alle elezioni presidenziali Tadić, candidatosi per la terza volta, fu sconfitto da Tomislav Nikolić, candidato del Partito Progressista Serbo, principale partito di centro-destra.
Dopo la sconfitta di Tadić, il DS non riuscì a formare il governo e dopo dodici anni passò all'opposizione del nuovo governo guidato da Ivica Dačić.
Il 25 novembre 2012 Dragan Đilas fu eletto nuovo presidente del partito, subentrando a Tadić.
Nel gennaio 2014 cadde il governo Dačić e furono indette elezioni anticipate a marzo. A febbraio l'ex presidente Tadić, in contrasto con Đilas, abbandonò il DS fondando il Nuovo Partito Democratico. Dopo la scissione i democratici si presentarono autonomamente (candidando solo alcuni esponenti del Partito Nuovo e dell'Alleanza Democratica dei Croati in Voivodina) con la lista "Con il Partito Democratico per una Serbia Democratica". Subirono però una sonora sconfitta, raccogliendo il 6,03% e 19 deputati (17 al DS). Così indebolito, il partito fu all'opposizione del governo di Aleksandar Vučić (leader del Partito Progressista). Dopo le elezioni il governatore della Voivodina Bojan Pajtić divenne il presidente dei democratici.
Alle elezioni anticipate del 2016 DS si alleò con il Partito Nuovo, Insieme per la Serbia e l'Alleanza Democratica dei Croati in Voivodina ottenendo il 6,02%, 16 deputati (12 al DS) e rimanendo all'opposizione.

## Politiche
Il DS si caratterizza per il sostegno alla democrazia parlamentare, la depoliticizzazione della pubblica amministrazione, l'indipendenza della magistratura e dei mezzi d'informazione. Il DS è favorevole al decentramento amministrativo, in particolar modo della Voivodina, e dell'ingresso della Serbia nell'Unione europea. Si impegna per il rafforzamento dello Stato sociale, sostiene i sindacati, ma nel frattempo si fa portavoce delle istanze della classe media.

## Leader del partito
- Ljubomir Davidović, 1919-1940
- Milan Grol, 1940-1945

tra il 1945 e il 1990 il partito fu sciolto
- Dragoljub Mićunović, 1990-1994
- Zoran Đinđić, 1994-2003
- Boris Tadić, 2004-2012
- Dragan Đilas, 2012-2014
- Bojan Pajtić, 2014-2016
- Dragan Šutanovac, 2016-2018
- Zoran Lutovac, 2018

## Risultati elettorali
| Elezione          | Voti       | %          | Seggi      |
| ----------------- | ---------- | ---------- | ---------- |
| Parlamentari 1990 |            | 7,8        | 7          |
| Parlamentari 1992 |            | 4,2        | 7          |
| Parlamentari 1993 |            | 11,6       | 29         |
| Parlamentari 2000 |            | 64,71      | 45         |
| Parlamentari 2003 |            | 12,72      | 23         |
| Parlamentari 2007 |            | 22,93      | 60         |
| Parlamentari 2008 |            | 38,44      | 64         |
| Parlamentari 2012 |            | 22,15      | 49         |
| Parlamentari 2014 |            | 6,0        | 17         |
| Parlamentari 2016 |            | 6,0        | 12         |
| Parlamentari 2020 | Boicottate | Boicottate | Boicottate |
| Parlamentari 2022 | 520,469    | 14.09%     | 10         |
| Parlamentari 2024 | 902,450    | 24.32%     | 12         |

1. All'interno della DOS.
2. Insieme a GSS, DC, SDU e LZS.
3. Insieme a SDP e DSHV.
4. All'interno della ZES.
5. Insieme a SDPS, alla LSV e al DHSS.
6. Boicottaggio delle elezioni del 2020.